# Мур, Майк
Майкл Кеннет Мур (англ. Michael Kenneth Moore; 28 января 1949 — 2 февраля 2020) – новозеландский политик, бывший премьер-министр Новой Зеландии (1990) и генеральный директор Всемирной торговой организации (1999—2002).

## Ранняя жизнь
Мур родился в Вакатане, Новая Зеландия в 1949 году. Он вырос в Кавакава и получил образование в колледже Бэй оф Айлэндс (Bay of Islands College) и школе Дилворт (Dilworth School). После окончания школы он был рабочим, а затем печатником. Он стал активным профсоюзным деятелем и в 17 лет был избран в совет профсоюзов Окленда. Он стал первым представителем молодёжи в исполнительных органах Лейбористской партии, а также два срока подряд занимал пост вице-президента Международного союза молодых социалистов.

## Член парламента
В 1972 году Мур начал свою парламентскую карьеру, будучи избранным от округа Эден и став самым молодым членом парламента в истории Новой Зеландии. В 1978 году он переехал в Крайстчерч, и был избран в парламент от округа Северный Крайстчерч, ныне Папануи. Он занимал этот пост до 1999 года: от Папануи до 1984 года, от Крайстчерч до 1996 года, а затем от Ваймакарири.

## Член правительства
Занимал несколько министерских постов. В 1984-1987 годах — министр спорта, туризма и природных ресурсов, в 1984-1990 годах — министр внешней торговли и рынка, а также председатель комитета по экономическому развитию и занятости, в 1988-1990 годах — министр по проведению Кубка Америки. Мур получил наибольшую известность на посту министра внешней торговли своим участием в переговорах по ГАТТ. В 1987 году он стал министром иностранных дел, а в 1988 году также заместителем министра финансов.

## Премьер-министр
В 1990 году он возглавил Лейбористскую партию и вслед за этим на несколько месяцев стал премьер-министром, убедив руководство лейбористов в том, что если он не сможет привести партию к победе, он поможет сохранить больше мест в парламенте, чем действующий премьер-министр Джеффри Палмер. Последующие выборы лейбористы проиграли и правительство Мура ушло в отставку.

## Политическая деятельность в Новой Зеландии
До 1993 года он возглавлял оппозицию, до 1999 года был представителем МИД и министерства торговли. В 1996 году во время первых выборов по новой избирательной системе пропорционального представительства его считали потенциальным лидером новой партии, но он отказался от этого.

## Во главе ВТО
В 1998 году он выставил свою кандидатуру на пост генерального директора Всемирной Торговой Организации, и 22 июля 1999 года был избран на этот пост. Приступил к исполнению обязанностей 1 сентября 1999 года. Согласно договору со своим соперником и преемником Супачаи Панитчпакди, Мур занимал этот пост только половину положенного шестилетнего срока до 1 сентября 2002 года. Время его руководства совпало со значительными изменениями в мировой экономике и многосторонней системе торговли. Он добился общего признания, восстановив доверие к системе после кризиса на 3-й конференции министров ВТО в Сиэтле в 1999 году. На 4-й конференции министров ВТО в Дохе, Катар выразили ему уважение как движущей силе нового раунда многосторонних торговых переговоров. На этой конференции также было принято решение о присоединении к ВТО КНР и Тайваня. Также во время руководства Мура в состав ВТО вошли Эстония, Иордания, Грузия, Албания, Оман, Хорватия, Литва и Молдавия, тем самым большая часть населения мира вошла в состав регулируемой мировой торговой системы. Он обращал особое внимание на оказание помощи бедным странам, эффективное в рамках системы многосторонней торговли. Тем не менее, альтерглобалистские протесты против ВТО не прекращались на протяжении всего его руководства.

## Последние годы жизни и смерть
В январе 2010 года Мур был назначен послом Новой Зеландии в США.
Майк Мур являлся почётным профессором ряда университетов мира. Занимал посты специального уполномоченного ООН по наделению бедных законодательными полномочиями, специального уполномоченного Глобальной комиссии по международной миграции, а также участником ряда международных организаций. Был удостоен наградами различных стран и международных организаций.
Умер в своём доме в Окленде 2 февраля 2020 года в возрасте 71 года.

## Писатель
Майк Мур являлся автором множества книг на различные темы политики и экономики. Самой известной его книгой стала «Мир без преград (A World Without Walls)». Также он вёл регулярную рубрику в газете, которая издавалась в пяти странах.

## Награды
- Медаль Восточной Республики Уругвай (25 июля 2002 года, Уругвай)[11]